# درون‌خمیدگی ساعد
درون‌خمیدگی ساعد یا کوبیتوس واروس (Cubitus varus) نوعی نابهنجاری شکلی (دفرمیتی) در بدن است بدین شکل که وقتی فرد در حالت ایستاده قرار گرفته و بازو و آرنج را در حالت باز و آویزان قرار می‌دهد بطوریکه کف دست رو به جلو باشد می‌بینیم مچ دست به تنه نزدیکتر است تا آرنج.

## بیماریزایی
شایعترین علت این تغییر شکل آرنج، بد جوش خوردن در محل شکستگی سوپراکندیلار استخوان بازو در زمان کودکی است. کوبیتوس واروس موجب میشود اندام فوقانی شکل قنداق تفنگ به خود بگیرد.

## درمان
این تغییر شکل را میتوان با انجام استخوان‌بُری osteotomy (شکاندن کنترل شده استخوان و قرار دادن آن در وضعیت مطلوب) برطرف کرد.